# Koarvikods
Koarvikods eller Kuárvikozzâ är ett berg i Finland. Fjället är med sina 590 meter över havet det högsta i ödemarksområdet Muotkatunturit. Det ligger i Enare i landskapet Lappland, i den norra delen av landet, 1 000 km norr om huvudstaden Helsingfors.
Trakten runt Koarvikods är nära nog obefolkad, med mindre än två invånare per kvadratkilometer. Det närmaste samhället är Tirro (Movshâš) 19 km mot sydost. Närmaste större samhälle är Enare kyrkby, 32,5 km mot sydost. Karigasniemi (Gáregasnjárga) är 40 km mot nordväst.. Omgivningarna runt Koarvikods är i huvudsak ett öppet busklandskap.